# Anthony French
Anthony Philip French (* 19. November 1920 in Brighton; † 3. Februar 2017) war ein britischer Physiker, bekannt für Arbeiten zur Physikdidaktik.
French studierte an der Cambridge University (Bachelor-Abschluss 1942), an der er 1948 promovierte. Während des Zweiten Weltkriegs arbeitete er am Cavendish-Laboratorium am britischen Atombombenprojekt (Tube Alloy Project) und ab 1944 in den USA am Manhattan Project in Los Alamos als Teil der britischen Mission. Dort lernte er die Mathematikerin Naomi Livesay kennen, die er 1945 heiratete und mit der er zwei Kinder bekam.
Auch nach dem Krieg arbeitete er 1946 bis 1948 am Atomic Energy Research Establishment in Großbritannien. Danach ging er wieder an die Universität Cambridge, wo er am Cavendish-Laboratorium forschte und Fellow und „Director of Study in Natural Sciences“ am Pembroke College wurde. 1955 ging er wieder in die USA, wo er Professor an der University of South Carolina wurde (und Leiter der Physik-Fakultät). Ab 1962 war er am Massachusetts Institute of Technology (MIT). Von 1991 bis 2017 war er dort Professor Emeritus.
French war bekannt für seine Beiträge zur Hochschuldidaktik der Physik, unter anderem in Form verschiedener Bücher und für seine Einführungskurse in Physik am MIT. 1975 bis 1981 war er Vorsitzender der Kommission für Physikunterricht der International Union of Pure and Applied Physics (IUPAP) und 1985/86 Präsident der American Association of Physics Teachers.
1989 erhielt er die Oersted Medal und 1993 den Melba-Newell-Phillips-Award der American Association of Physics Teachers, 1988 die Bragg-Medal des Institute of Physics. Er war Fellow der American Physical Society.

## Schriften
- Newtonian Mechanics. W.W.Norton 1971
- Die spezielle Relativitätstheorie – MIT Einführungskurs Physik. Vieweg 1971, englisches Original: Special Relativity. W.W.Norton 1968 (und MIT 1966, entstanden aus den Kursen am MIT 1963/64)
- Vibrations and Waves. W.W.Norton 1971
- Herausgeber: Einstein. A Centenary Volume. Harvard University Press 1979, ISBN 0-674-24230-0
- Herausgeber mit P. Kennedy: Niels Bohr. A Centenary Volume. Harvard University Press 1987
- mit Edwin F. Taylor Introduction to Quantum Physics, W. W. Norton 1978